# 偽装不倫
『偽装不倫』（ぎそうふりん）は、東村アキコによる日本のWeb漫画。2017年11月より『XOY』で連載を開始、2018年11月から『LINEマンガ』に移籍し、2019年9月28日まで連載された。韓国の『NAVER WEBTOON』でも同時連載されている。
2019年7月期に日本テレビ系の「水曜ドラマ」でテレビドラマ化。

## あらすじ
主人公の濱鐘子は30歳・独身の実家暮らしで、周りからは「パラサイトシングル」や「婚活疲れした派遣社員」など不名誉なレッテルが貼られる始末。20代後半からの婚活も成就せず、自分はモテない女だと自覚するようになってしまう。「おひとり様」生活がしっくりくるようになり、1年間の派遣社員生活を終え、婚活に別れを告げるために韓国1人旅をしようと計画する。そんな中、1人旅をするために乗り込んだ飛行機の中でパクジョバンヒに出会い、自分は「既婚者」だと言い様のない嘘を吐いてしまう。ホテルに送ってもらう帰りジョバンヒに「僕と不倫しませんか?」と偽装不倫が始まる。

## 登場人物
濱鐘子（はま しょうこ）〈30〉
主人公。独身で実家暮らしの派遣社員。都内在住だが、両親が岩手出身で鐘子も岩手で生まれた。
名の由来は姉・葉子が幼い頃好きだった本、銀河鉄道の夜の登場人物のカンパネルラ（イタリア語で鐘という意味）と、母の好きな花である釣鐘草から。
自身のたんこぶから生まれたイマジナリーフレンド・こぶたんからよくキツイダメ出しを受ける。
パクジョバンヒ〈25〉
韓国人カメラマン。
10代の時にモデルをやっていたが稼げず、モデル時代にお世話になった日本人のカメラマンの紹介で、日本に留学していたため日本語が話せる。SNSのアカウント名は「Jyobanhi.P」。
両親はスペインで韓国料理屋を営んでいる。
ドラマ版では伴野丈という名前である。
こぶたん
主人公・鐘子の頭のたんこぶから生まれたイマジナリーフレンド。神出鬼没かつキツめの関西弁で鐘子にダメ出しをする。
吉沢葉子（よしざわ ようこ）〈35〉
旧姓：濱。鐘子の姉で既婚者。地味で堅実なコンサル会社勤務のキャリアウーマン。鐘子の名付け親でもある。
幼い頃は文学少女で特に銀河鉄道の夜が大好きだったことから母親に「生まれてきた弟か妹の名前をカンパネラにして欲しい」と言ったほど。
3年前に結婚相談所で知り合った賢治と結婚すると宣言し3ヶ月後に結納、半年後に挙式し、1年後に実家で二世帯住宅を建てるなど側からみれば順風満帆だが、年下のボクサー・風太と不倫をしている(風太本人には既婚者であることは伏せている。)
吉沢賢治（よしざわ けんじ）
葉子の夫であり、鐘子の義兄で商社マン。二世帯住宅に住む。
鐘子がジョバンヒに旦那さんの写真を見たいと言われ、スマホの中に賢治の写真を持っていたので、賢治が旦那さんだと嘘をつく。葉子と風太の不倫には気づいていない。
風太（ふうた）〈23〉
ボクサーで葉子の不倫相手だが、葉子が既婚者であることは知らない。甘い物好きで、同い年や年下の女性に興味がない。ピンクの髪色がトレードマーク。
ジョバンヒの姉
韓国では姉のことを名前で呼ばないため、名前は不明。
韓国でスペイン料理の店を経営しており、TWICEのモモの髪型を真似している。
ドラマ版では伴野灯里（ばんのあかり）という名前が付いており、東京で原作同様スペイン料理店を営んでいる。
ユン先生
ジョバンヒの担当医。ジョバンヒの姉とは学生時代の同級生。
ドラマ版では一之瀬隆美という名前になっている。

## 書誌情報
- 東村アキコ 『偽装不倫』文藝春秋〈BUNSHUN COMICS×YLAB〉、全8巻
  1. 2018年11月28日発売[4]、ISBN 978-4-16-091001-0
  2. 2019年2月28日発売[5]、ISBN 978-4-16-091002-7
  3. 2019年4月25日発売[6]、ISBN 978-4-16-091003-4
  4. 2019年6月27日発売[7]、ISBN 978-4-16-091004-1
  5. 2019年9月26日発売[8]、ISBN 978-4-16-091005-8
  6. 2019年12月12日発売[9]、ISBN 978-4-16-091006-5
  7. 2019年12月12日発売[10]、ISBN 978-4-16-091007-2
  8. 2020年3月6日発売[11]、ISBN 978-4-16-091008-9

## テレビドラマ
2019年7月10日から9月11日まで日本テレビ系「水曜ドラマ」枠で放送された。主演は杏。

### キャスト
- 濱鐘子〈32〉 - 杏（幼少期：古山椛葉）
- 伴野丈〈25〉 - 宮沢氷魚[13]
- 八神風太〈23〉 - 瀬戸利樹[14]
- 伴野灯里〈34〉 - MEGUMI
- 山田まさ子〈32〉 - 田中道子

ドラマオリジナルキャラクター
鐘子の同僚で親友の婚活仲間。美人だがなぜかモテない。
- 高野恵梨香〈23〉 - 夏子
- 藤堂元 - 桐山漣（第9話から出演）[15]

ドラマオリジナルキャラクター。
老舗ワイナリーに勤める御曹司で、爽やかで仕事もできる“ハイスペック男子”。鐘子に思いを寄せる。
- 一之瀬隆美〈38〉 - 眞島秀和（第4話から出演）[16]
- 濱幸一〈64〉 - 伊沢弘
- 濱みき子〈63〉 - 朝加真由美
- 吉沢賢治〈41〉 - 谷原章介
- 吉沢葉子〈37〉 - 仲間由紀恵[17]（幼少期：岩崎未来）

#### ゲスト
第1話
- お好み焼き屋の女将 - 宮地雅子
- 鐘子が出会う婚活男性 - 中村昌也
- 川田 - 松本海希
- 葉子の上司 - 鼓太郎（第7話）

第2話
- 門屋 - 迫田孝也

第5話
- カナエ - 富田望生

### スタッフ
- 原作 - 東村アキコ 『偽装不倫』（BUNSHUN COMICS×YLAB刊）
- 脚本 - 衛藤凛
- 音楽 - 菅野祐悟
- 主題歌 - milet「us」（Sony Music Labels）[19]
- 制作協力 - 光和インターナショナル
- チーフプロデューサー - 西憲彦
- プロデューサー - 加藤正俊、森雅弘、岡田和則（光和インターナショナル）、武井哲（光和インターナショナル）
- 演出 - 鈴木勇馬、南雲聖一
- 製作著作 - 日本テレビ

### 放送日程
| 話数                                                                         | 放送日  | サブタイトル | ラテ欄                                                    | 演出     | 視聴率 |
| ---------------------------------------------------------------------------- | ------- | --- | --------------------------------------------------------- | -------- | ------ |
| 第1話                                                                        | 7月10日 | 32歳、独身の濱鐘子は、一人旅で年下イケメン・伴野丈と出会う。 とっさに既婚者のふりをする鐘子。 しかし丈から「不倫しませんか?」と誘われ…!?                                                           | 本当は独身なのになんで!? ひとつの嘘から本物の恋が始まる   | 鈴木勇馬 | 10.1%  |
| 第2話                                                                        | 7月17日 | 既婚者と嘘をつき、旅先出出会った伴野丈とひとときの思い出を作った濱鐘子。 だが、姉の結婚指輪を忘れて来てしまい…。 一方姉の葉子は、出張と偽ってピンク頭の可愛いイケメン・風太とデートを楽しんでいた! | もう会わないはずだった… 人妻のフリして始まった恋、急展開  | 鈴木勇馬 | 11.2%  |
| 第3話                                                                        | 7月24日 | 丈が預かっていた姉・葉子の結婚指輪を取り戻した鐘子は、 これで丈と会うこともないと、寂しさを感じる。 一方、丈はある秘密を抱え……。                                                                   | 止められない恋心!… 嘘で固めた結婚記念日に不倫相手登場!!   | 南雲聖一 | 09.0%  |
| 第4話                                                                        | 7月31日 | 丈の部屋から朝帰りした鐘子は、 週末に約束した岩手旅行を心待ちにするが、 岩手旅行当日、丈が待つ東京駅へと向かった鐘子を、 想定外のトラブルが待ち受ける!                                             | ついに彼の秘密が明らかに!! 嘘から始まった恋、突然の終わり | 南雲聖一 | 09.8%  |
| 第5話                                                                        | 8月07日 | 互いを思いながら、切なくすれ違ってしまう鐘子と丈。 不倫が夫にバレてしまったのではないかと焦る葉子。 姉妹の心が揺れる中、丈が抱く鐘子への思いが明らかになる!                                        | 彼を追いかけて岩手へ!! 引き裂かれた恋の行方と新たな真実!? | 鈴木勇馬 | 09.4%  |
| 第6話                                                                        | 8月14日 | 風太の試合と賢治との旅行が重なり、 大ピンチの葉子は、またも鐘子を巻き込んで切り抜けようとするが…。 一方病気を抱える丈は、 医師の一之瀬に切ない本心を打ち明ける…。                                  | 夫婦旅行のはずが…姉の不倫発覚危機!? ついに夫が動き出す!   | 森雅弘   | 09.3%  |
| 第7話                                                                        | 8月21日 | お互いに好きだと告げたにもかかわらず、 本当のことを告げられずすれ違ってしまう鍾子と丈。 心が離れているのに夫と別れられない葉子。 姉妹の心が揺れる中、 葉子と賢司の夫婦の秘密が明らかになる!        | 姉夫婦の修羅場に巻き込まれる!? ついに語られる結婚の真実!! | 南雲聖一 | 11.3%  |
| 第8話                                                                        | 8月28日 | メールで嘘を打ち明けた鍾子は、 丈から返事がないことに落ち込む。 そして、鍾子が口を滑らせたせいで、 葉子が人妻だと風太にバレてしまい……。                                                            | 第一章終幕! すべての嘘が明らかに… 手術の決意と涙の別れ!?  | 鈴木勇馬 | 10.9%  |
| 第9話                                                                        | 9月04日 | 丈との別れから2ヶ月―。 鍾子のもとに突然新たな恋が舞い降りる。 そんな時、手術受けるためにスペインに帰っていた丈が、 再び日本にやってきた……!                                                         | 第2章開幕! 新たな恋のはじまり… 涙の再会と決意の離婚届!!   | 南雲聖一 | 09.7%  |
| 最終話                                                                       | 9月11日 | 脳腫瘍の手術を受けた丈が、 後遺症で自分のことを忘れたことに傷つく鍾子。 だが、嘘のない関係をやり直すチャンスだと前向きに考える。 たったひとつの嘘から始まった恋は、 本物の恋に変われるのか?        | 私の幸せは私が決める! 最後の涙…姉の不倫もついに決着!!     | 鈴木勇馬 | 12.4%  |
| 平均視聴率 10.3%（視聴率はビデオリサーチ調べ、関東地区・世帯・リアルタイム） |         | |                                                           |          |        |

- 全話とも、22:00 - 23:00に放送。

| 日本テレビ系 水曜ドラマ                 | 日本テレビ系 水曜ドラマ              | 日本テレビ系 水曜ドラマ                   |
| 前番組                                  | 番組名                               | 次番組                                    |
| --------------------------------------- | ------------------------------------ | ----------------------------------------- |
| 白衣の戦士! （2019年4月10日 - 6月19日） | 偽装不倫 （2019年7月10日 - 9月11日） | 同期のサクラ （2019年10月9日 - 12月18日） |